# Музей на хляба и традиционните храни
Музей на хляба и традиционните храни е проект, реализиран от фондация „Национален тръст за съхранение на културното и историческо наследство България“ с 2 подпроекта „Академия Кулинарен историк“ и „Хлебна къща Копривщица“.
Началото е поставено на 4 юни 2016 година в град Копривщица.
Музеят всъщност е работилница, в която със стародавни инструменти и приспособления нагледно се демонстрира производството на домашен хляб от смилането на зърното до неговото изпичане. Тази част от дейността му е ориентирана към деца с организирано с предварителна заявка посещение.
По отношение на рецептите за приготвянето на местни традиционни хлебни изделия са привлечени майстори измежду утвърдени в града професионални и битови специалисти от град Копривщица.
През 2017 година музеят е сред основните организатори на празниците в околностите на тракийското светилище Кулата.

## Значение на символите на печата за ритуален хляб (просфор)
- Християнски кръст – символ на саможертвата и изкуплението на греховете
- НI КА – IС ХС – победа – Исус Христос
- НС КС – IС ХС – победа – Исус Христос
- Четири големи триъгълника – четирите познати стихии – земя, вода, въздух, огън
- Девет малки триъгълника – деветте ангела на небесното войнство
- Пика – копието, с което войника е пролял Божията кръв
- Лопата – с нея е уплътнен входа на гробницата на Исус Христос
- АΘМ – А – Аз Съм началото, Θ – Аз Съм края, М – Майката вода – всичките заедно – Амин. Символите са обърнати наопаки, защото са символ на смъртта, а кръстчето (разпятието) е под тях, защото следва Възкресение. Това е така по причината, че Възкресението стои по-високо от разпятието и смъртта.